# Neacomys paracou
Souris épineuse de Paracou
Espèce
Statut de conservation UICN

 LC  : Préoccupation mineure
Neacomys paracou, la Souris épineuse de Paracou, est une espèce américaine de rongeurs de la famille des Cricetidae.

## Description
Neacomys paracou est une petite espèce de Neacomys avec une courte queue monochromatique et des doigts courts. Son dos est brunâtre, les flancs légèrement plus pâles. Le pelage du ventre est beaucoup plus clair, parfois même blanc.
N. paracou a 56 chromosomes.

## Répartition
On trouve Neacomys paracou dans l'État de Bolívar (est du Venezuela), au Guyana, au Suriname, en Guyane et au Brésil (dans le nord de l'Amazonie et à l'est du Rio Negro).

## Taxonomie
L'espèce porte le nom de Paracou, lieu où Voss et al. (2001) ont effectué leurs recherches. Les populations désormais classées comme N. paracou étaient, comme Neacomys dubosti, considérées jusqu'en 2001 comme appartenant à l'espèce Neacomys guianae, qui n'existe en fait qu'en Guyane, au Suriname et dans certaines parties de l'est du Venezuela. Comme N. paracou semble l'espèce de Neacomys la plus répandue dans les Guyanes, une grande partie des informations fournies dans la littérature sur N. guianae concerne probablement N. paracou.